# Stubičke Toplice
Stubičke Toplice (deutsch: Stubica-Töplitz) ist eine Ortschaft in der Gespanschaft Krapina-Zagorje, etwa 20 Kilometer nördlich von Zagreb in Kroatien. Sie ist durch ihre warmen Quellen bekannt.

## Gemeinde
Die Gemeinde besteht aus vier Siedlungen auf einer Fläche von 27 km² und umfasst laut Volkszählung 2011 2805 Einwohner (98,11 % kroatischer Abstammung). Sie gliedert sich in die vier Teile: Stubičke Toplice, Strmec Stubički, Pila und Sljeme.

## Thermalquellen

### Lage
Die Thermalquellen liegen unweit der Ortschaft Donja Stubica am Nordwestfuß des Bergs Kamenjak. Das Zentrum befindet sich in der Nähe des Zusammenflusses der beiden Wasserläufe Vukšenac und Vidak potok zum Toplicki potok (Toplica). Warme Quellen liegen auch zwei Kilometer nordöstlich davon, bei der Häusergruppe Jezerčica (Warme Tümpel).

### Geschichte
Die Thermalquellen wurden als Zlubiza erstmals in einer Urkunde von 1205 erwähnt, die eine Landrückgabe zwischen König Andreas II. von Ungarn und dem Comes Wratislaw dokumentierte.
Bis zum Beginn des 19. Jahrhunderts wurden die warmen Quellen in einfachster Form genutzt. Man badete in hölzernen Gefäßen unter freiem Himmel und logierte in einfachen Wirtshäusern vor Ort. Es war üblich, mit allerlei Mitteln der überlieferten Kurpfuscherei Blutreinigungen vorzunehmen. Besonders die ländliche Bevölkerung nutzte die angebotenen Möglichkeiten des Kurzweils.
Als der Agramer Bischof Maximilian Vrhovac von Rakitovecs die Region um 1820 in seinen Besitz brachte, begann der Ausbau des Areals zum Kurbad mit befestigten und teilweise noch heute erhaltenen Bauten. Eine wichtige bauliche Erweiterung erfolgte erst wieder 1895.
Die Ausbauten nach 1820 weckten das wissenschaftliche Interesse an den Quellen und der Umgebung. Im Auftrag der Landwirthschafts-Gesellschaft in Steyermark unter der Präsidentschaft von Erzherzog Johann wurden die Quellen erstmals aus dem zeitgenössischen naturwissenschaftlichen Blickwinkel untersucht. In der Publikation aus dem Jahr 1820 Physisch-chemische Untersuchung der Mineralquellen von Sztubitza in Croatien legte Friedrich Baumbach eine Beschreibung des Quellgebietes einschließlich einer Kupferstichansicht und eines Lageplanes vor.
Im Jahr 1856 nahm Karl Ritter von Hauer eine chemische Analyse der Quellen vor.
Ungenügende Wasserregulierungen brachten im 19. Jahrhundert dem Badeareal mehrfach Überschwemmungen ein. Als Reaktion darauf wurden mehrfach Begradigungsarbeiten und Aufschüttungen in den Uferzonen vorgenommen.

### Quellarten
Es bestehen im Areal Kalt- und Warmwasserquellen. Die Wassertemperaturen schwanken je nach Quelle und Jahreszeit zwischen 43 und 69 °C.
An Warmwasserquellen sind bekannt (Temperaturen nach Angaben von 1910):
- Maximilianeum (50 °C)
- Hauptquelle (59 °C)
- Wiesenquelle (44 °C)
- Antonia-Schlammbad (mehrere Quellen, früher eine Schlammgrube)
- Levinbrunnen
- Levinquelle (63 °C)
- Stegquelle (63 °C)

und außerhalb des Badeareals:
- Jezerčica (Warme Tümpel), am westlichen Ortsausgang von Donja Stubica

## Geologie
Die Warmwasserquellen entstammen drei Parallelspalten, in denen das Wasser empor dringt. Sie Steichen in der Richtung NO-SW. Bei den Untersuchungen von Dragutin Gorjanović-Kramberger wurde als Hauptgestein der nahen Umgebung Leithakalk (mit Lithothamnien) aus dem Miozän und darüber liegende hellgelbe plattige Kalkmergel festgestellt. Der Talboden wird von alluvialen Sedimenten gebildet.
An vielen Stellen des Toplicabaches tritt warmes Wasser aus und erhöht so die Temperatur des Bachlaufes bis zum seitlichen Einmünden des Vidakbaches. Auf dem Gelände vom Kurbad ist insgesamt eine signifikant höhere Bodentemperatur festzustellen. Die Thermalquellen von Stubičke Toplice zählen zu den wärmsten ihrer Art in Kroatien.
Der von den aufsteigenden Quellwässern mitgeführte Schlamm ist nach Untersuchungen von Ferdo Koch sowie Mijo Kišpatić eine Mischung aus Quarz, Feldspat, Turmalin, Epidot, Muskovit, Eisenoxide, Pyroxen und Calcit. Besonders an der Hauptquelle wird Kalksinter abgelagert.